# Myopa castanea
Myopa castanea är en tvåvingeart som först beskrevs av Jacques-Marie-Frangile Bigot 1887.  Myopa castanea ingår i släktet Myopa och familjen stekelflugor.
Artens utbredningsområde är Kalifornien. Inga underarter finns listade i Catalogue of Life.